# Dictya sinaloae
Dictya sinaloae är en tvåvingeart som beskrevs av Orth 1984. Dictya sinaloae ingår i släktet Dictya och familjen kärrflugor. Inga underarter finns listade i Catalogue of Life.